# 庐州府
庐州府是明、清两代的一个府，位于长江下游北岸、巢湖流域，辖区大致相当于今日安徽省的合肥市，无为市以及六安市部分地区，清朝考语冲、难。

## 沿革

### 明朝
元朝时，为庐州路。至正二十四年（龙凤十年，1364年），朱元璋政权改庐州路为庐州府。明朝，庐州府属南直隶，领二州：无为州、六安州，六县：合肥县、舒城县、庐江县、巢县（属无为州）、英山县（属六安州）、霍山县（属六安州）。

### 清朝
清朝初期属江南省，分省后属于安徽省。下辖四县：合肥县（首县）、舒城县、庐江县、巢县，以及一个散州：无为州。清代，庐州府与本省的安庆府、凤阳府、滁州直隶州、和州直隶州、六安直隶州相邻，南面隔长江与本省太平府、池州府相望。1912年（民国元年），撤废庐州府。

## 人口

### 明朝
洪武二十六年（1393年），编户四万八千七百二十，口三十六万七千二百。
弘治四年（1491年），户三万六千五百四十八，口四十八万六千五百四十九。
万历六年（1578年），户四万七千三百七十三，口六十二万二千六百九十八。